# Senator-Neumann-Preis
Der Senat der Freien und Hansestadt Hamburg hat den Senator-Neumann-Preis gestiftet, um die Inklusion behinderter und nicht behinderter Menschen zu fördern.
Die Preisträger müssen maßgeblich an Arbeiten in Hamburg beteiligt sein, die in hervorragender Weise und mit innovativer Wirkung die Interessen behinderter Menschen berücksichtigen und dadurch zu einer inklusiven Gesellschaft beitragen.
Dazu zählen die Entwicklung und Realisierung von baulichen Maßnahmen oder von pädagogischen, kulturellen, beruflichen oder sozialen Projekten und die Erzielung von Forschungsergebnissen.
Alle Maßnahmen und Projekte müssen eine über die Einzelfallbetreuung hinausgehende Bedeutung haben.
Der Preis wird alle fünf Jahre in Erinnerung an Paul Neumann vergeben, der von 1921 bis 1933 dem Hamburger Senat angehörte. Er wurde 1973 ursprünglich gestiftet „für Personen, die bei Bauwerken und Einrichtungen in besonderer Weise die Interessen Behinderter berücksichtigt haben“. Bei den bisher letzten Verleihungen 2013 bis 2023 war der Preis mit insgesamt 20.000 Euro dotiert, die auf drei bis vier Projekte aufgeteilt wurden.

## Preisträger in neuerer Zeit

### 2013
Am 21. November 2013 fand die Verleihung im Hamburger Rathaus statt. Bei der Senatskoordinatorin für die Gleichstellung behinderter Menschen wurden über 50 Bewerbungen eingereicht.
- Das Projekt „Q8 Altona mit Eine Mitte für Alle“ wird von der Projektleiterin Karen Haubenreisser der Ev. Stiftung Alsterdorf umgesetzt. Es erhielt ein Preisgeld in Höhe von 10.000,- Euro.[5]
- Die Initiative „Zahnärztliche Ausbildung für Gehörlose“, umgesetzt vom Dentologicum und der Zahnärztin Marianela von Schuler-Alarcón erhielt ein Preisgeld in Höhe von 5.000,- Euro.[6]
- Das Projekt „Theater ohne Grenzen schafft Inklusion“ wird vom Ernst-Deutsch-Theater und seiner Intendantin Isabella Vértes-Schütter durchgeführt und erhielt ein Preisgeld in Höhe von 5.000,- Euro.[7]

### 2018
Die Preisverleihung fand am 19. September 2018 im großen Festsaal des Hamburger Rathauses statt. In diesem Jahr sind 93 Bewerbungen eingegangen.
- Den Hauptpreis erhielt das Bildungshaus Lurup. Er war mit 10.000 Euro dotiert. Das Bildungshaus sorgt für Chancengerechtigkeit, indem die Angebote allen Kindern zur Verfügung stehen. Grundlage ist ein Bündnis zwischen der staatlichen Grundschule Langbargheide und der Kita Moorwisch der Evangelischen Stiftung Alsterdorf.[9]
- Einen zweiten Preis erhielt Kampnagel, Internationale Kulturfabrik GmbH. Er war mit 4.000 Euro dotiert. In der Begründung der Jury wurde hervorgehoben: Bereits 2007 hat Kampnagel damit begonnen, ein inklusives Theater zu werden. Inklusion wird hier selbstverständlich gelebt. Menschen mit Behinderung sind in allen Bereichen (auf der Bühne, bei der Regie etc.) präsent und auf Augenhöhe.[10]
- Ein weiterer zweiter Preis ging an die Wörterfabrik für unterstützte Kommunikation. Deren EiS-App beschreibt Begriffe durch die Kombination von Symbol (sehen), Audioausgabe (sprechen + hören), geschriebenem Wort (lesen) und Video (Gebärden). Diese App ermöglicht gemeinsames Lernen und hilft bei der Kommunikation. Dadurch können die Nutzer mehr am Alltag teilnehmen und selbstbestimmter ihr Leben gestalten. Der Preis war gleichfalls mit 4.000 Euro dotiert.[11]
- Der mit 2.000 Euro dotierte Nachwuchspreis ging an Enactus Hamburg. Die Studenteninitiative „MeineStadt“ will neue Arbeitsplätze für Menschen mit Behinderung gewinnen. Die Studierenden erarbeiteten ein Konzept für inklusive Stadttouren von und mit Menschen im Rollstuhl.[12]

### 2023
Im Rahmen eines Senatsempfangs am 4. Dezember 2023 wurden insgesamt vier Organisationen mit dem Preis für ihre Arbeit ausgezeichnet:
- Den Hauptpreis von 10.000 Euro erhielt der Norddeutsche Rundfunk (NDR) für barrierefreie Mediengestaltung am Beispiel der Sesamstraße.
- Einen zweiten Preis erhielt die Hamburger Arbeitsassistenz für einen Fachdienst zur beruflichen Inklusion. Er war mit 2.500 Euro dotiert.
- Ein weiterer zweiter Preis von 2.500 Euro ging an die Schule der Schlumper / Freunde der Schlumper für ein inklusives Kooperationsprojekt mit einer Schule.
- Den Nachwuchspreis von 5.000 Euro bekam der FC St. Pauli für das Projekt „Klartext“ zur inklusiven Verbandskommunikation.

## Frühere Preisträger

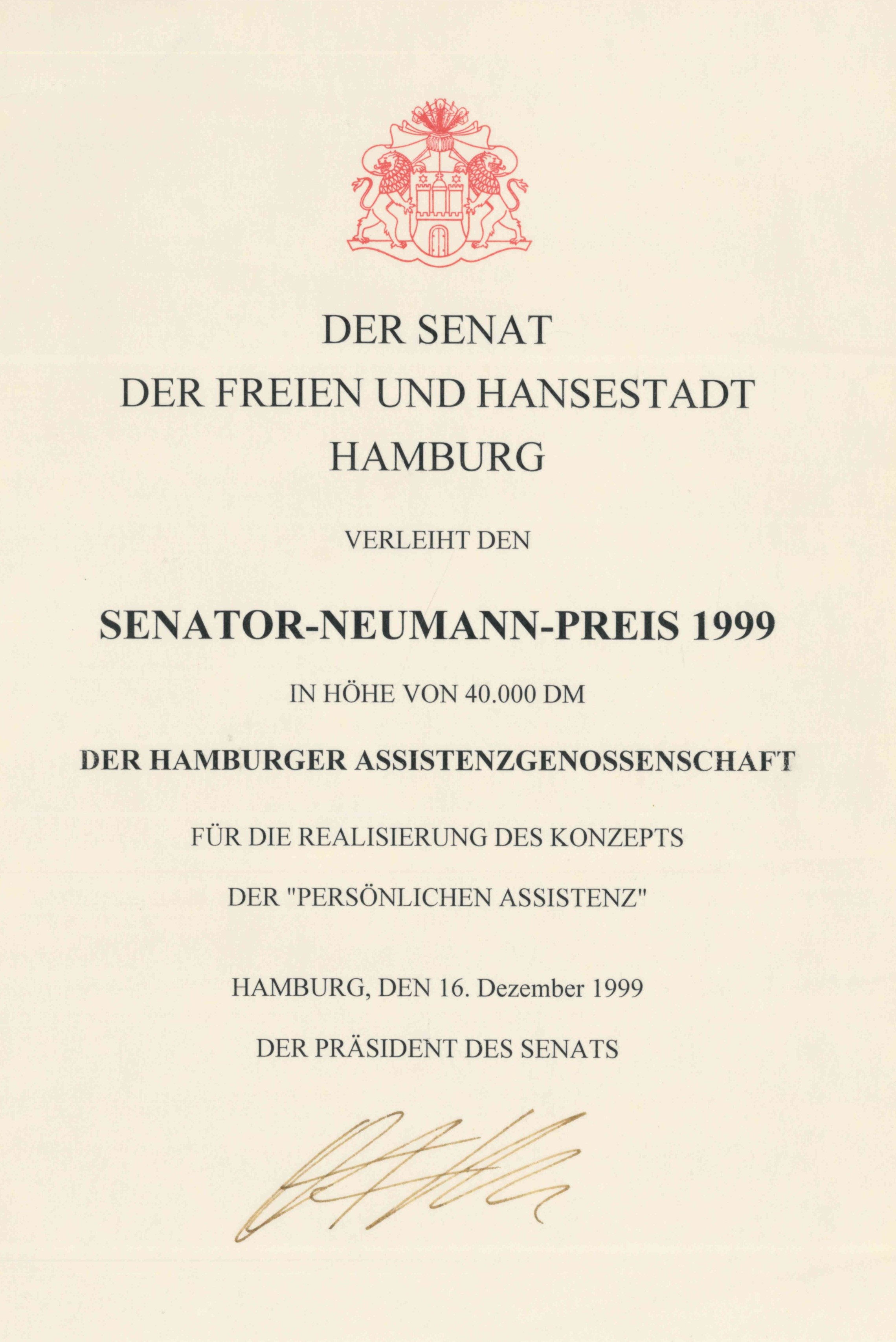
Urkunde des Senator-Neumann-Preises für die Hamburger AssistenzGenossenschaft. 1999

- 1983: Martha Stiftung, „Kinderheim im Erlenbusch“, Spielplatz. Der Preis in Höhe von 4.000,00 DM wurde vergeben „für die Entwicklung und Ausgestaltung eines gemeinsamen Spielplatzes für behinderte und nicht behinderte Kinder.“[14]
- 1993: Eisenhans / Theater Klabauter. 1993 entstand in einer Kooperation von Thalia Theater Hamburg und „Leben mit Behinderung Hamburg“ (später Theaterwerkstatt Klabauter) das Projekt Eisenhans, in dem behinderte und nichtbehinderte Menschen in ihrer Freizeit zusammen Theater spielen. Daraus entstammte die Überzeugung, dass die Ausdruckskraft behinderter Menschen auch eine professionelle Theaterarbeit ermöglicht. So erreichte man schließlich, dass die Stiftung Das Rauhe Haus in Hamburg bereit war, diese Arbeit in den Bereich Individuelle Arbeitsbegleitung einzugliedern.[15]
- 1999: HAG – Hamburger AssistenzGenossenschaft eG. Die HAG erhielt den Senator-Neumann-Preis in Höhe von 40.000 DM für die Realisierung des Konzeptes der Persönlichen Assistenz. Die HAG wurde als Assistenzgenossenschaft von Menschen mit Behinderung für Menschen mit Behinderung gegründet um ein selbstbestimmtes Leben mit Assistenz zu ermöglichen.[16]
- 2003: Winking Froh Architekten BDA für die Wohnanlage Stiftung Anscharhöhe, Hamburg-Eppendorf (Senator-Neumann-Preis für beispielhafte behindertengerechte Bauten)[17]
- 2008: Irre menschlich Hamburg e. V.: Trialogische Antistigmaprojekte. Alle diese Projekte leben von „Experten durch Erfahrung und Miterleben“. Nur gemeinsam mit den Psychiatrieerfahrenen als „Lebenslehrern“ und „Referenten“ kann es offenbar gelingen, soziale Distanz zu reduzieren sowie Toleranz im Umgang mit anderen und Sensibilität im Umgang mit sich selbst zu fördern. Für diese Besonderheit und Vielfalt bekam der Verein im April 2009 den Senator-Neumann-Preis verliehen.[18]